# 菅原克彦
菅原 克彦（すがわら かつひこ、1964年7月17日 - ）は、宮城県を拠点に活動している日本のフリーアナウンサー。

## 来歴
宮城県気仙沼市出身。宮城県気仙沼高等学校卒業。
過去には新潟県内の民放局に勤めていた（具体的な勤務先については本人非公表）。
1994年にフリーランスでの活動を開始。1995年に宮城県仙台市へ移住し、同エリアにてラジオとイベントを主体とする活動を展開。また、専門学校の講師もしている（日本語、アナウンス、人文社会系を担当）。気仙沼のふるさと大使である「みなと気仙沼大使」も務めている。

## 担当番組
- 菅原克彦 ねば〜ギブアップ倶楽部（TBCラジオ）[6]
- LUNCH TIME A GO!GO! （TBCラジオ）[6]
- ベルボトムな夜（TBCラジオ）[6]
- GOODDAY気仙沼（けせんぬまさいがいエフエム）[7]